# Goldkanal
Der Goldkanal ist ein zum Baggersee erweiterter Altrheinarm nördlich der Murg-Mündung auf der Gemarkung von Illingen und Steinmauern im Landkreis Rastatt.

## Abmessungen
Mit einer Fläche von etwa 133 ha gilt er als größter Baggersee Baden-Württembergs. Er erreicht eine Tiefe von bis zu 33 Metern. Der Baggersee ist inzwischen mehr als zwei Kilometer lang und bis zu einem Kilometer breit. Über den Goldkanal mündet der Riedkanal im Norden bei Rheinkilometer 347,2 in den Rhein. 

## Goldsuche und Kiesgrube
Der See wurde ab den 1930er Jahren ausgebaggert. Zunächst versuchte man mit dem Schwimmbagger Rheingold aus dem Seegrund durch Goldwäsche Rheingold zu gewinnen. Die Ausbeute blieb jedoch gering und der Abbau konzentrierte sich ab 1943 auf Kies und Sand. Bis heute dient der See als Kiesgrube.

## Naherholungsgebiet
Daneben ist er ein beliebtes, überregional in Süddeutschland bekanntes Naherholungsgebiet und wird von mehreren Segelvereinen genutzt. Auch viele Schwimmer, Kanufahrer, Angler und andere Wassersportler sind an Wochenenden dort anzutreffen. Er ist Teil des Pamina-Rheinparks. 
Der südliche Teil des Sees und die angrenzenden Auen zwischen See und Murg sind Naturschutzgebiet.